# 금당사

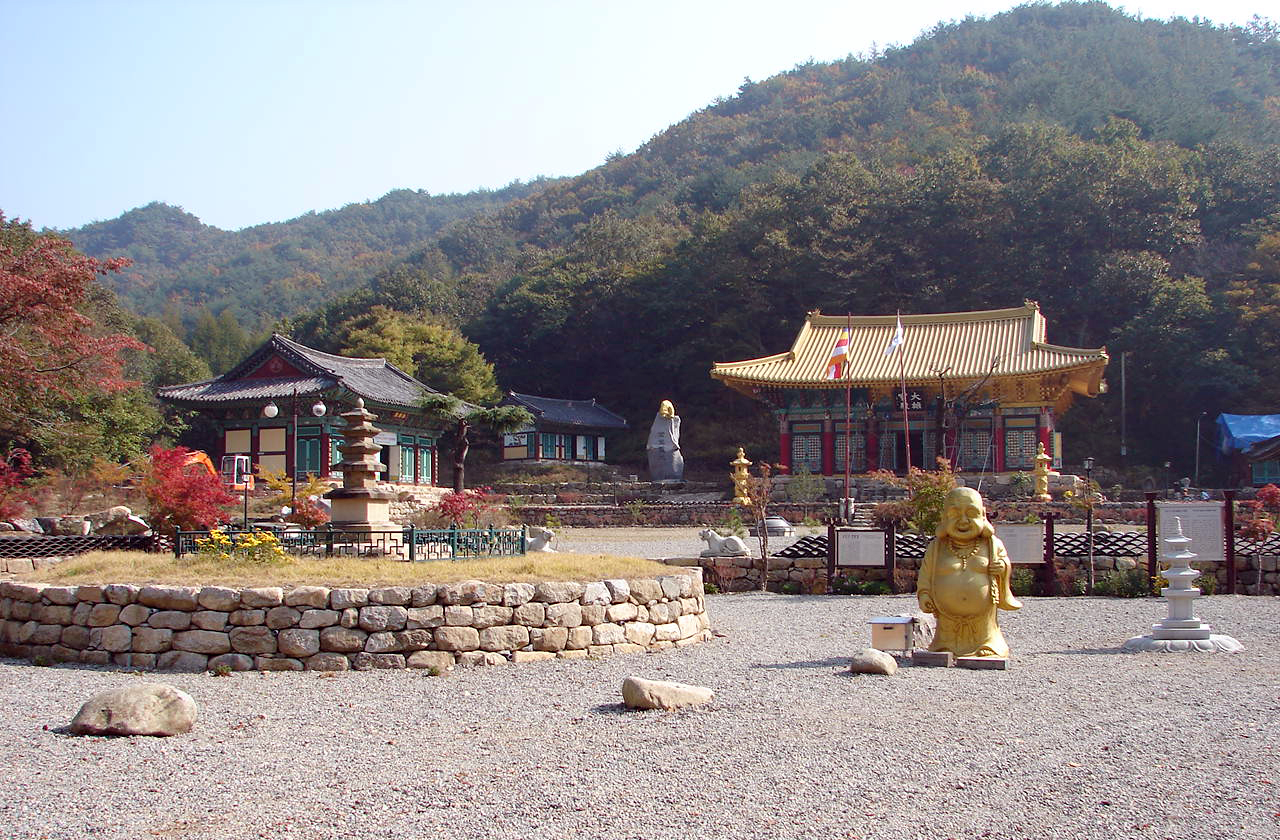

금당사(金塘寺)는 전북특별자치도 진안군 마령면 동촌리에 있는 대한불교조계종 소속 사찰이다. 금산사의 말사(末寺)이며 마이산 남부 마아산 탑사에서 남쪽으로 떨어져있다.
금당사는 고구려 보장왕 때의 열반종의 종조 보덕화상의 제자인 무상화상과 김취가 창건하였다고 하나, 《신증동국여지승람》 등 조선 중기의 지리서에는 금당사의 이름이 보이지 않는 것으로 보아 확실하지 않다. 《신증동국여지승람》에 의하면 마이산에는 상원사, 혈암사, 쇄암사만 있는 것으로 기록되어 있는 바, 이 중 어느 것이 금당사의 전신인지 또 언제 현재의 자리에 건립되었는지 기록이 없어 알 수 없다. 금당사는 매우 퇴락하여 1978년에 지장전을 중건하였고 뒤이어 대웅전과 삼성각을 중건하였다. 대웅전은 전면 5칸, 측면 3칸이고 팔작 기와지붕이며, 지장전은 전면 3칸, 측면 2칸이고 맞배기와지붕이며, 삼성각은 전면 3칸 측면 2칸이고 맞배지붕으로 건립되었다. 금당사에는 괘불탱화, 목불좌상, 3층석탑 등 문화재 3점이 소장되어 있다.

## 문화유산
| 종목                                | 명칭                           | 시대 | 지정일     | 비고 |
| ----------------------------------- | ------------------------------ | ---- | ---------- | ---- |
| 보물 제1266호                       | 금당사괘불탱(金塘寺掛佛幀)     | 조선 | 1997.08.08 |      |
| 전북특별자치도 유형문화유산 제18호  | 금당사목불좌상(金塘寺木佛坐像) | 조선 | 1973.06.23 |      |
| 전북특별자치도 문화유산자료 제122호 | 금당사석탑(金塘寺石塔)         | 고려 | 1986.09.08 |      |

## 같이 보기
- 마이산
- 금산사